# Gruczoł obojnaczy
Gruczoł obojnaczy – obupłciowa gonada płazińców oraz mięczaków, wytwarzająca zarówno plemniki (gamety męskie), jak i komórki jajowe (gamety żeńskie). U niektórych gatunków oba rodzaje gamet wytwarzane są jednocześnie, u innych natomiast gruczoł ten najpierw pełni funkcję jądra (wytwarza gamety męskie), a następnie jajnika (wytwarza gamety żeńskie), przy czym zmiana tej funkcjonalności może być jednorazowa w ciągu całego życia osobnika lub zachodzić cyklicznie.